# 常衡
常衡制是英制中的一種質量單位系統，採用「1磅 = 16安士」的進位方式，主要用於衡量日常物品，例如食品、體重和包裹等，是英語地區最普遍使用的重量制度。
與公制只有一套統一的重量系統不同，英制實際上包含數套彼此獨立、不互通的重量單位系統。它們雖然都使用「磅」（Pound）與「安士」（Ounce）等名稱，但進位方式與實際重量不同，不能混用。例如：
- 常衡制（Avoirdupois）：1磅 = 16安士，常用於一般商品與體重，1磅約為453.59克；1安士約為28.35克
- 金衡制（Troy）：1磅 = 12安士，專用於黃金、白銀等貴金屬，1磅約為373.24克；1安士約為31.10克
- 藥衡制（Apothecaries'）：結構與金衡相似，歷史上用於配藥，1971年起在所有英制單位國家棄用，如今僅出現於歷史文獻中

因此，雖然這些系統的單位名稱看似相同，但每個系統的磅與安士都各自有不同的換算比例與實際重量，彼此不能互換。
唯一的共通點是：三個系統皆以格令（Grain）為最小單位，並且格令在三個系統中重量完全相同。1格令 = 約64.79891毫克。各系統的磅與安士，皆可換算為格令，但彼此換算時仍需特別標明所屬的重量系統。
美國至今仍廣泛使用常衡制；而在加拿大、英國、香港等地，儘管官方已採用公制度量衡為法定標準，常衡單位仍普遍出現在民間生活中，如零售、食品包裝、包裹運輸等場合。

## 英制
| 單位                     | 相對值 | 十進制值  |         |
| ------------------------ | ------ | --------- | ------- |
| 打蘭 dram 或 drachm (dr) | 1/256  | ~1.772 g  | 1/16 oz |
| 盎司（安士） ounce (oz)  | 1/16   | ~28.35 g  | 16 dr   |
| 磅 pound (lb)            | 1      | ~453.6 g  | 16 oz   |
| 英石 stone (st)          | 14     | ~6.35 kg  | ½ qtr   |
| 夸特（夸脫） quarter (qtr) | 28     | ~12.7 kg  | 2 st    |
| 英擔 hundredweight (cwt) | 112    | ~50.8 kg  | 4 qtr   |
| （英）噸 ton (t)         | 2,240  | ~1,016 kg | 20 cwt  |

## 另見
- 金衡